# لاري فاولر
لاري فاولر (بالإنجليزية: Larry Fuller)‏ هو لاعب كرة قدم أمريكية أمريكي، ولد في 28 يناير 1923 في قرية توبر ليك في الولايات المتحدة، وتوفي في 6 أبريل 2005.

## وصلات خارجية
- لاري فاولر على موقع مرجع كرة القدم المحترفة.كوم (الإنجليزية)